# Am I Losing You Forever
Am I Losing You Forever is een single van het trio Mai Tai uit 1985.
Het nummer werd gecoverd in 2005 door Trijntje Oosterhuis.

## Hitnotering

### Nederlandse Top 40
| Positie: | 40 | 30 | 29 | 27 | 30 | 38 | uit |

### NederlandseMega top 50
| Positie: | 43 | 47 | 48 | 45 | 39 | 38 | 27 | 29 | 24 | 28 | 41 | 49 | uit |

In Vlaanderen scoorde het niet in de hitlijsten.

### NPO Radio 2 Top 2000
| Nummer met noteringen in de NPO Radio 2 Top 2000 | '99  | '00 | '01  | '02  |
| ------------------------------------------------ | ---- | --- | ---- | ---- |
| Am I Losing You Forever                          | 1401 | -   | 1551 | 1316 |

1. ↑  Een '-' betekent dat het nummer niet was genoteerd en een vetgedrukt getal geeft de hoogste notering aan.
2. ↑  Deze tabel is bijgewerkt tot en met de laatste editie (2024).